# Robert Cox (Politiker)

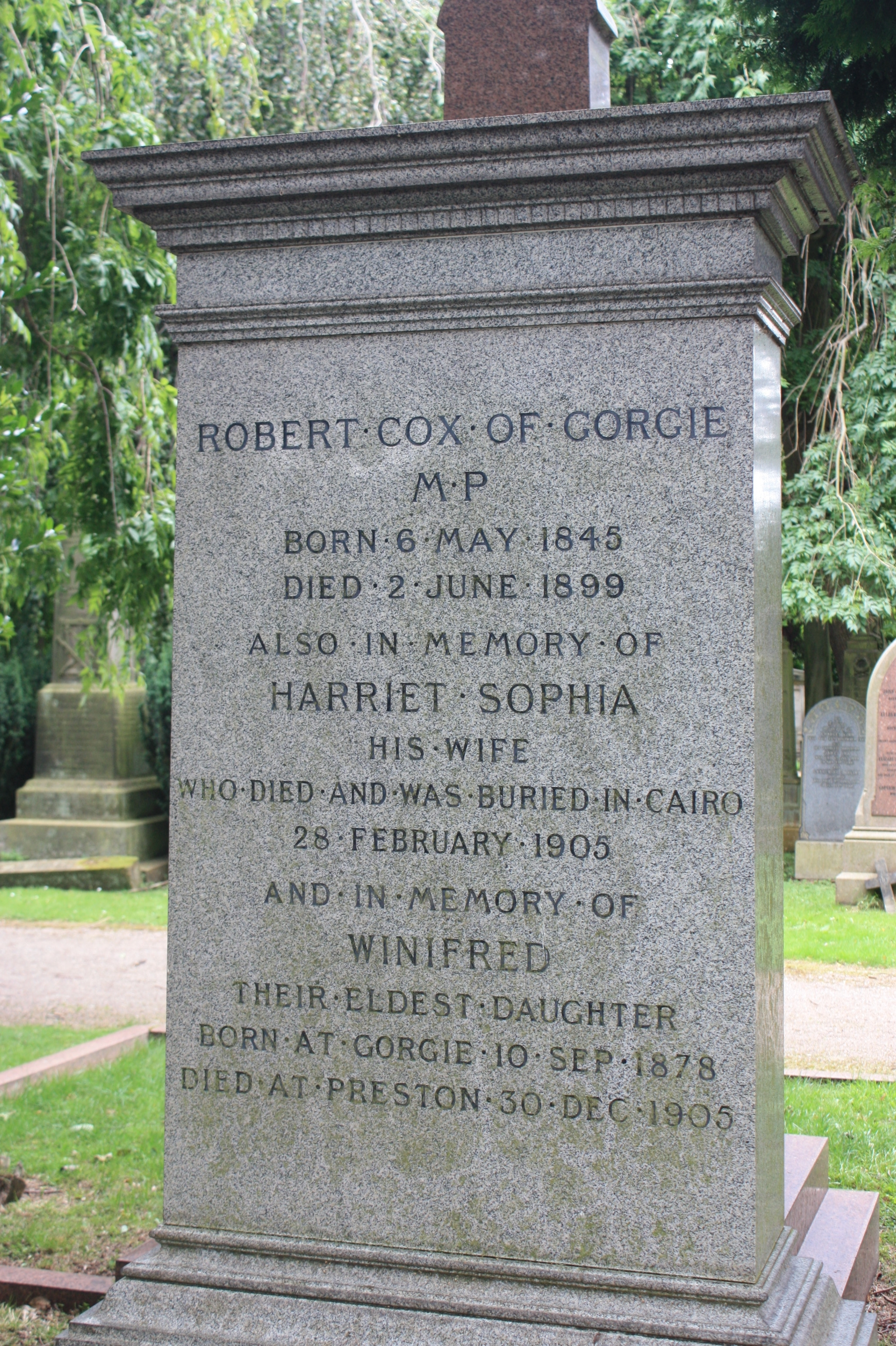
Grab von Robert Cox auf dem Dean Cemetery in Edinburgh

Robert Cox (* 6. Mai 1845; † 2. Juni 1899) war ein britischer Politiker.

## Leben
Cox hatte einen gleichnamigen Sohn. Er besaß eine Fabrik zur Gelatine- und Klebstoffproduktion im Edinburgher Stadtteil Gorgie. Cox betrieb ein privates Observatorium, in welchem er den Astronomen William Peck anstellte. 1877 wurde er als Fellow in die Society of Antiquaries of Scotland aufgenommen.

## Politischer Werdegang
Nach dem Ableben des Liberalen Abgeordneten George Campbell im Jahre 1892 wurden in dessen Wahlkreis Kirkcaldy Burghs Nachwahlen erforderlich. Bei diesen trat Cox erstmals zu Wahlen auf nationaler Ebene an. Der Liberale Unionist Cox unterlag jedoch seinem liberalen Kontrahenten Henry Dalziel deutlich und verpasste damit den Einzug in das britische Unterhaus.
Bei den Unterhauswahlen 1895 bewarb sich Cox für die Liberalen Unionisten um das Mandat des Wahlkreises Edinburgh South. Er beerbte damit seinen Parteikollegen Lewis McIver, welcher bei den vorangegangenen Wahlen knapp die Stimmmehrheit verpasste. Cox’ Kontrahent war der Liberale Herbert Woodfield Paul, der das Mandat seit 1892 hielt. Cox setzte sich mit einer Differenz von nur 97 Stimmen gegen Paul durch und zog in der Folge erstmals in das House of Commons ein. Cox verstarb 1899 vor Ende der Wahlperiode. Die fälligen Nachwahlen im Wahlkreis Edinburgh South gewann der Liberale Arthur Dewar.